# Kasel (bei Trier)

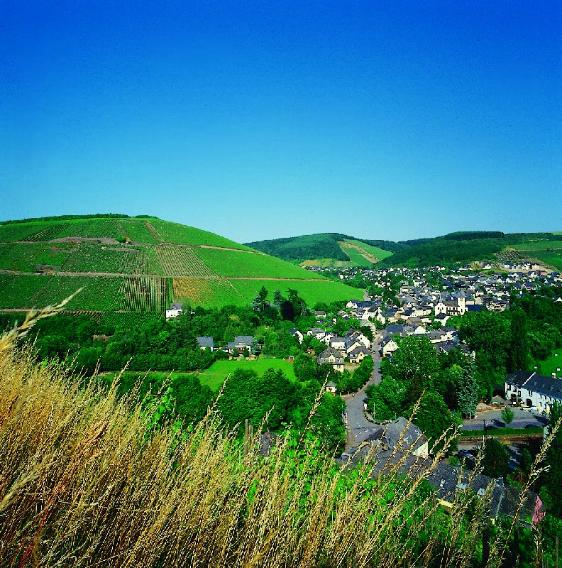
Kasel mit Weinberg Kaseler Nies’chen

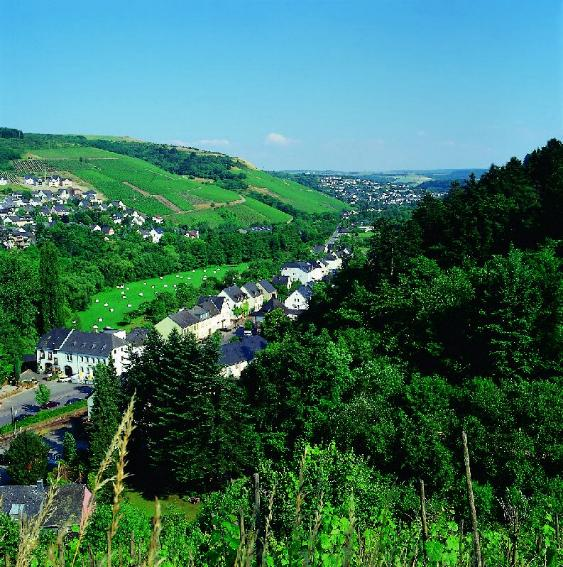
Blick von Kasel nach Waldrach

Kasel (moselfränkisch: Kosel), zumindest bahnamtlich bis November 1935 Casel geschrieben, ist eine Ortsgemeinde im Landkreis Trier-Saarburg in Rheinland-Pfalz. Sie gehört der Verbandsgemeinde Ruwer an, die ihren Verwaltungssitz in Waldrach hat.

## Geographie
Kasel liegt zwischen Mertesdorf und Waldrach im Ruwertal, umgeben von steil ansteigenden Weinbergen. Zum Ort gehört der Wohnplatz Benninger Hof, der auf der Höhe zwischen Kasel und Trier-Tarforst gelegen ist.
Der Bereich um die heutige Bahnhofstraße gehörte bis 1929 zur Gemarkung Waldrach.
Über die Landesstraße 149 (ehemalige Bundesstraße 52) hat die Gemeinde Anschluss ans überregionale Straßennetz. Über die Kreisstraßen 140 und 77 besteht ein Anschluss zur Landesstraße 151.
Kasel ist ein bekannter Weinort und zählt zum moselfränkischen Sprachraum.
Durch Kasel fließt die Ruwer mit den Nebenbächen Benninger Bach und Kundelbach.
Seit 1985 befindet sich ein Pegel an der Ruwer.

## Geschichte
Siedlungsreste und ein Gräberfeld aus der Römerzeit belegen eine zumindest dünne Besiedlung in dieser Periode. Der Ort Kasel wird erstmals in einer Bestätigungsurkunde des Kaisers Otto II. von 973, ausgestellt an das Kloster Oeren in Trier, als Casella (latein. „casale“ = Gehöft) erwähnt.

## Bevölkerung
Die Entwicklung der Einwohnerzahl von Kasel, die Werte von 1871 bis 1987 beruhen auf Volkszählungen:
| - 1815 – 0.255 - 1835 – 0.409 - 1871 – 0.520 - 1905 – 0.712 - 1939 – 0.958 - 1950 – 1.029 | - 1961 – 1.033 - 1965 – 1.023 - 1970 – 0.993 - 1975 – 1.132 - 1980 – 1.194 - 1985 – 1.232 | - 1987 – 1.220 - 1990 – 1.219 - 1995 – 1.257 - 2000 – 1.272 - 2005 – 1.231 - 2010 – 1.247 |

 Datenquelle: Statistisches Landesamt Rheinland-Pfalz

## Politik

### Gemeinderat
Der Ortsgemeinderat in Kasel besteht aus 16 Ratsmitgliedern, die bei der Kommunalwahl am 9. Juni 2024 in einer personalisierten Verhältniswahl gewählt wurden, und der ehrenamtlichen Ortsbürgermeisterin als Vorsitzender.
Die Sitzverteilung im Ortsgemeinderat:
| Wahl | SPD | CDU | FWG | WGR | Gesamt   |
| ---- | --- | --- | --- | --- | -------- |
| 2024 | 7   | –   | 2   | 7   | 16 Sitze |
| 2019 | 8   | –   | 3   | 5   | 16 Sitze |
| 2014 | 8   | –   | 3   | 5   | 16 Sitze |
| 2009 | 8   | –   | 3   | 5   | 16 Sitze |
| 2004 | 8   | 5   | 3   | –   | 16 Sitze |

- FWG = Freie Wählergruppe Kasel e. V.
- WGR = bis 2024: Wählergruppe Paul Neumann (WPN), ab 2024 Wählergruppe Esther Jansen (WEJ)

### Ortsbürgermeister
Esther Jansen (WG Jansen) wurde am 8. Juli 2024 Ortsbürgermeisterin von Kasel. Bei der Direktwahl am 9. Juni 2024 hatte sie sich mit 55,6 % der Stimmen gegen einen Mitbewerber durchgesetzt.
Jansens Vorgänger Karl-Heinrich Ewald (SPD) hatte das Amt seit dem Jahr 2000 inne und kandidierte bei der Wahl 2024 nicht erneut als Ortsbürgermeister.

### Wappen
| Wappen von Kasel | Blasonierung: „Das Wappen ist geteilt und oben in zwei Felder gespalten. In Feld eins in Silber ein rotes Kreuz. In Feld zwei in Grün ein schräglinks laufendes silbernes Wellenband, diagonal überlegt mit einem goldenen Hirtenstab. Unten in Gold eine hängende grüne Weintraube mit zwei grünen Blättern.“ |
| Wappen von Kasel | Wappenbegründung: Das rote Kreuz in Silber ist das Wahrzeichen von Kurtrier, zu dessen Besitz Kasel vom Mittelalter bis in die napoleonische Zeit gehörte. Das silberne Wellenband in Grün stellt die Ruwer dar. Der Hirtenstab weist auf die Trierer Frauenabtei Oeren-St. Irminen hin, die in Kasel wie auch das Trierer Stift St. Paulin Hofgüter besaß und die Grundgerichtsbarkeit innehatte. Die Traube weist auf den Weinbau hin, der seit dem Mittelalter bis heute die wirtschaftliche Entwicklung der Gemeinde bestimmte. |

## Wirtschaft und Tourismus
Haupteinnahmequellen des Ortes sind der Weinbau und der Tourismus.
Kasel gilt als der bekannteste Weinort im Ruwertal, das zum Weinanbaugebiet „Mosel“ (früher: „Mosel-Saar-Ruwer“) gehört. Es wird – wie für die Ruwer typisch – hauptsächlich Riesling angebaut.
Die Weinlagen des Ortes sind:
- Kaseler Kehrnagel
- Kaseler Herrenberg
- Kaseler Dominikanerberg
- Kaseler Timpert
- Kaseler Nies’chen, die bekannteste Weinlage des Ruwertals
- Kaseler Hitzlay, die steilste Weinlage des Ruwertals

Der Ort liegt am Saar-Hunsrück-Steig und am Ruwer-Hochwald-Radweg. Dieser entstand auf der ehemaligen Bahntrasse der Ruwertalbahn/Hochwaldbahn, die von 1889 bis 1998 betrieben wurde. Das Stationsgebäude des Haltepunktes Kasel stammt aus dem Jahre 1905.
Kasel ist Sitz der zentralen Touristinformation der Verbandsgemeinde Ruwer. Im Ort befinden sich mehrere Hotel- und Gaststättenbetriebe sowie Vinotheken.
Ansässige Unternehmen:
- Dominikaner-Weingut C. von Nell-Breuning
- Weinmanufaktur Kasel eG, eine der kleinsten Winzergenossenschaften Deutschlands

## Sehenswürdigkeiten
- Pfarrkirche St. Nikolaus
  - „Doppelkirche“, entstanden aus der Erweiterung der alten Kapelle von 1781 zur dreischiffigen Basilika in den Jahren 1926/27
  - Barocker Tabernakelaltar aus dem 18. Jahrhundert
  - Älteste Weihnachtskrippe im unteren Ruwertal
  - Holzgeschnitzte, lebensgroße Christkindfigur nach bayrischem Brauch – Abschiedsgeschenk von Rudolf Voderholzer, Bischof von Regensburg, an seine Heimatpfarrei

- Lourdeskapelle und Wegekreuz „Auf Hex“, sog. „Hexenkreuz“
- Pauliner Hof
- St. Irminenhof
- Sauerbrunnen

### Fotos

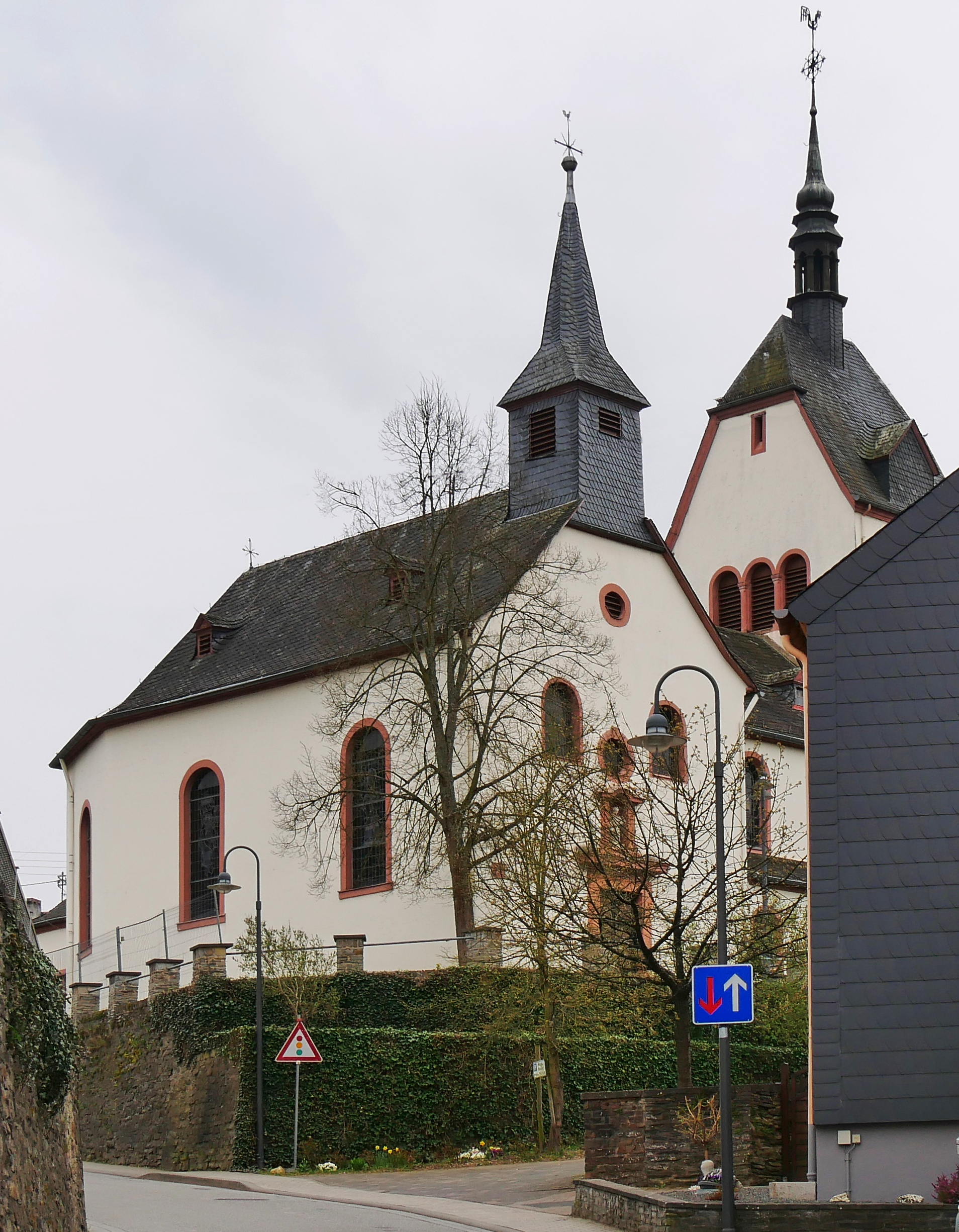
Alte Kirche
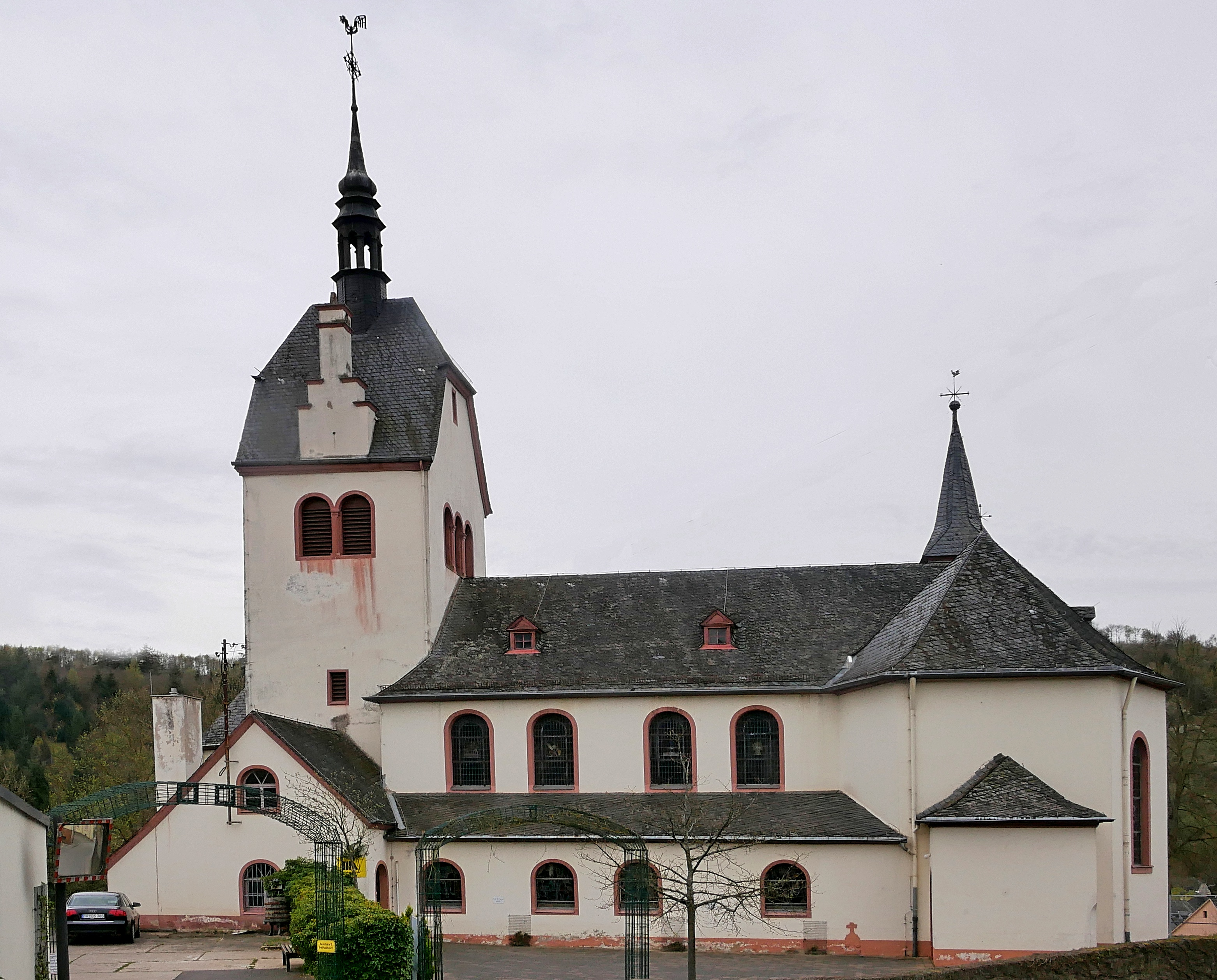
Neue Kirche
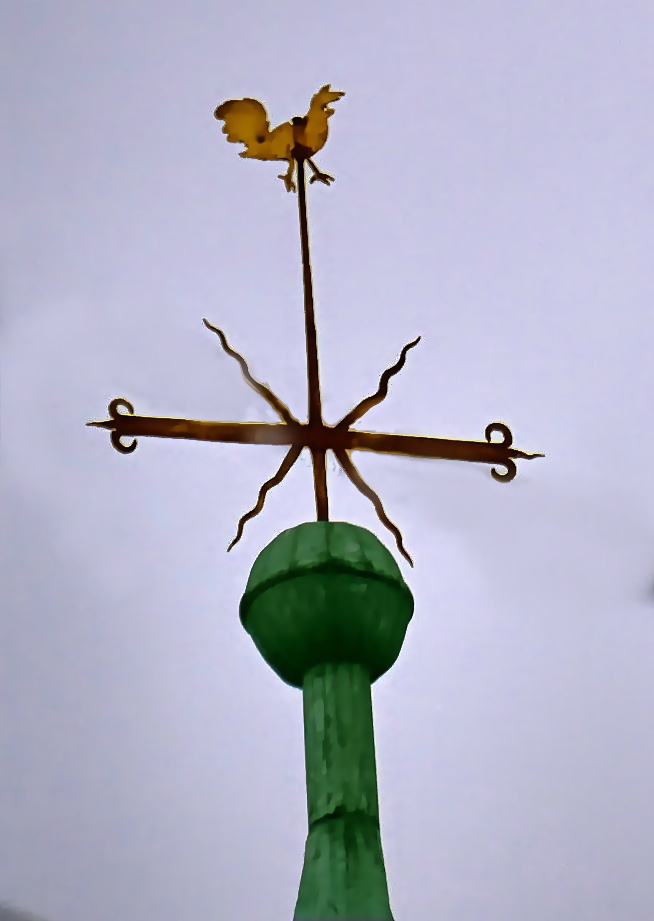
Wetterhahn
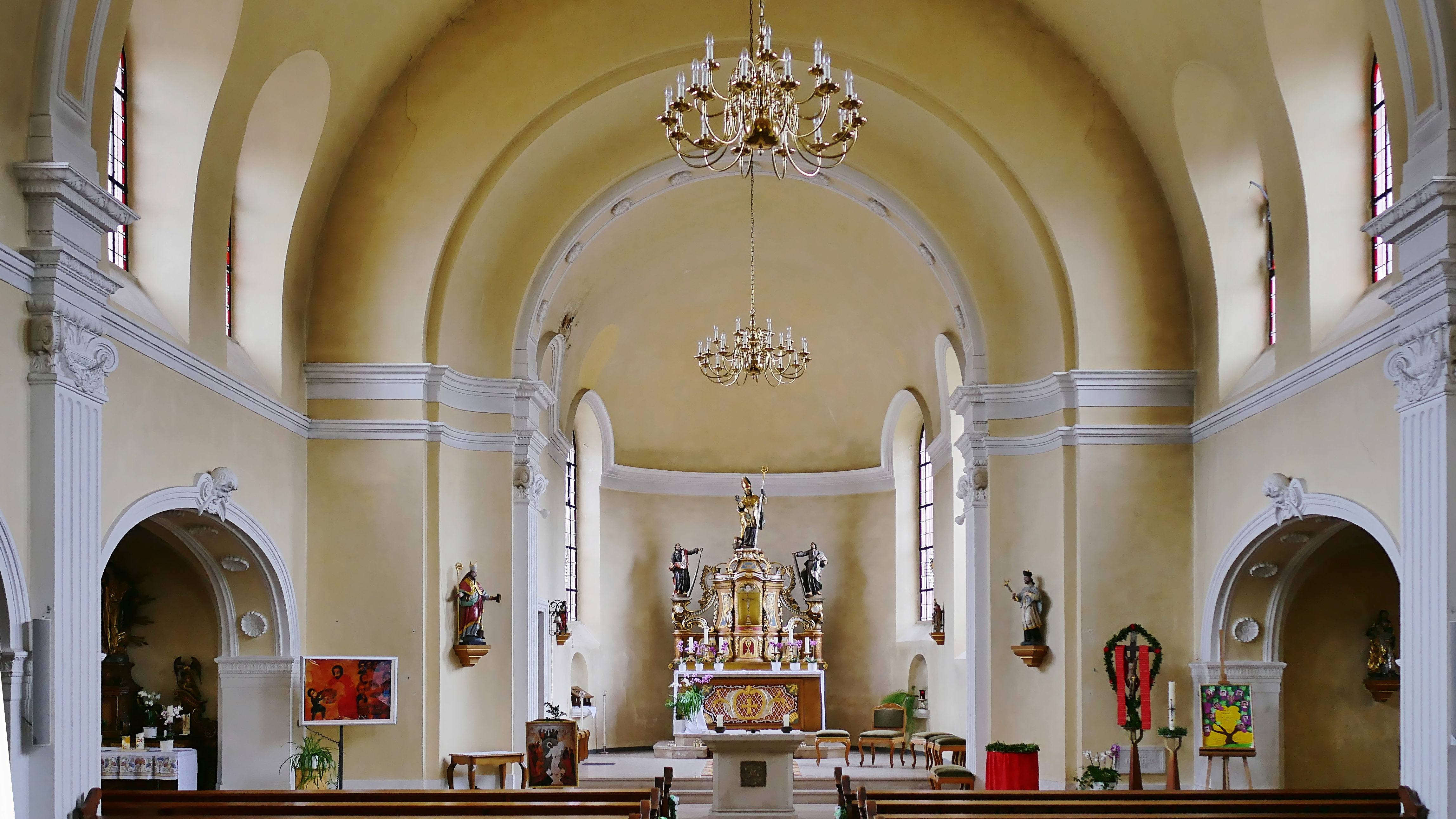
Innenraum
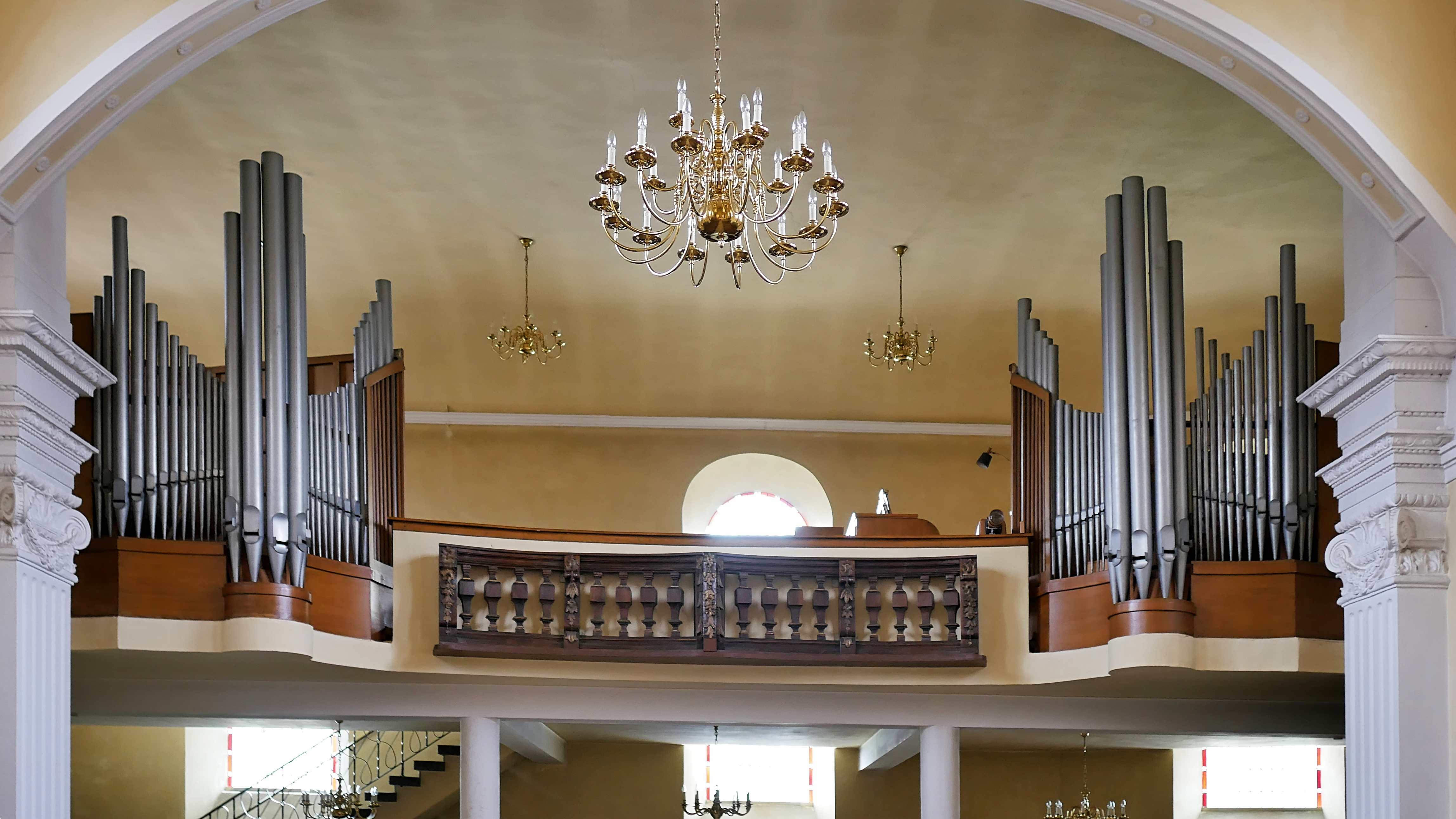
Orgel

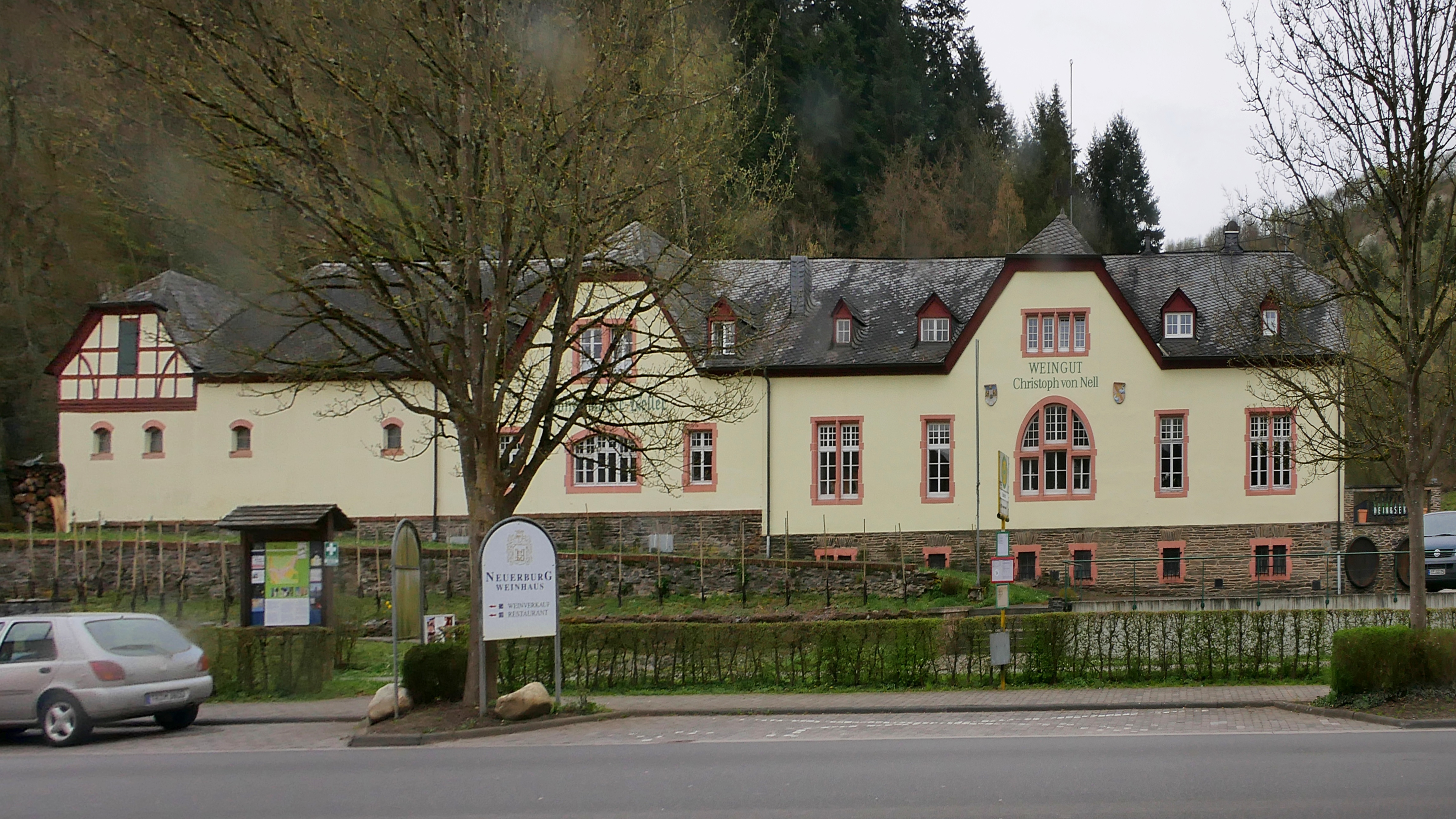
Keltergebäude Weingut von Nell
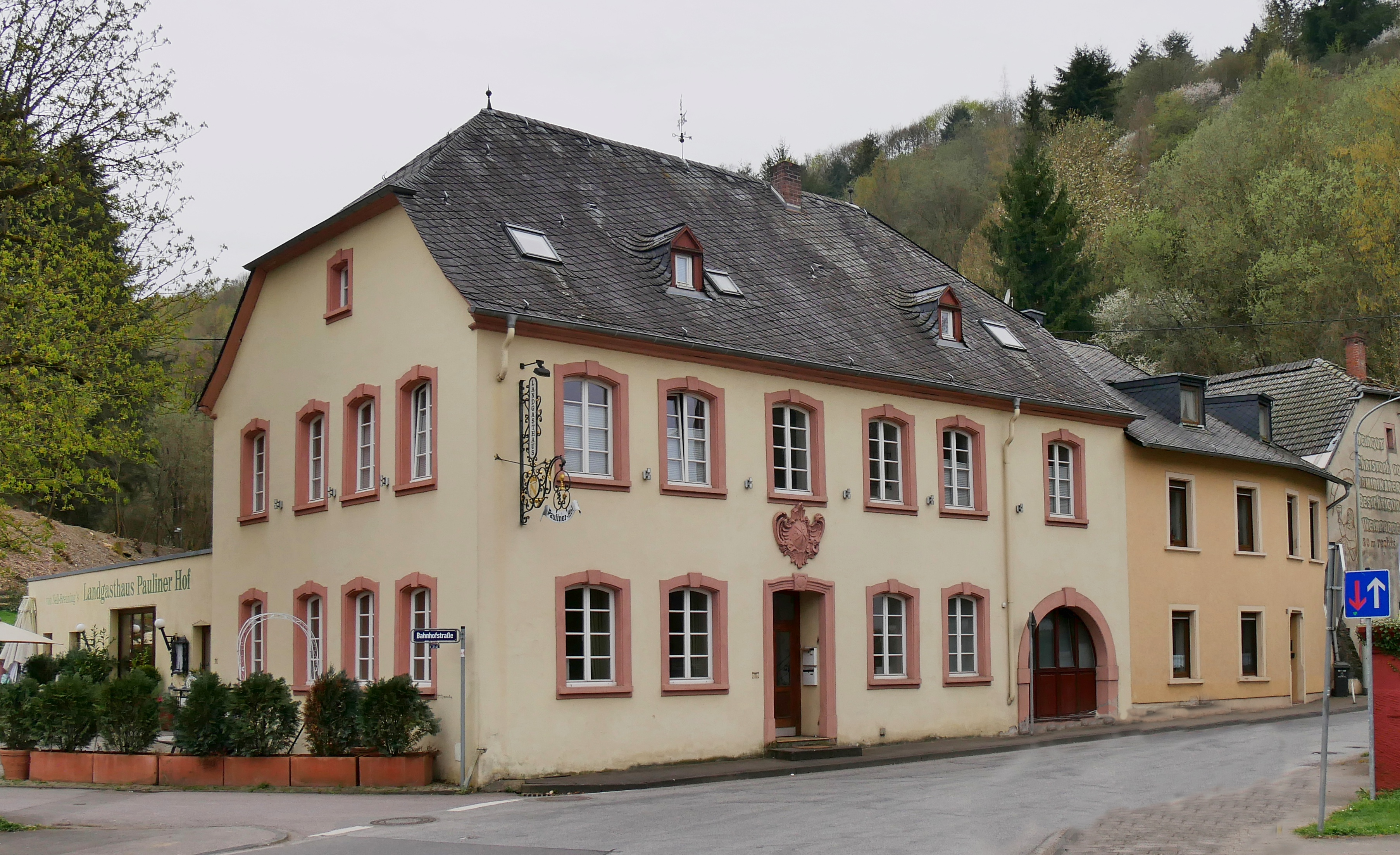
Paulinerhof
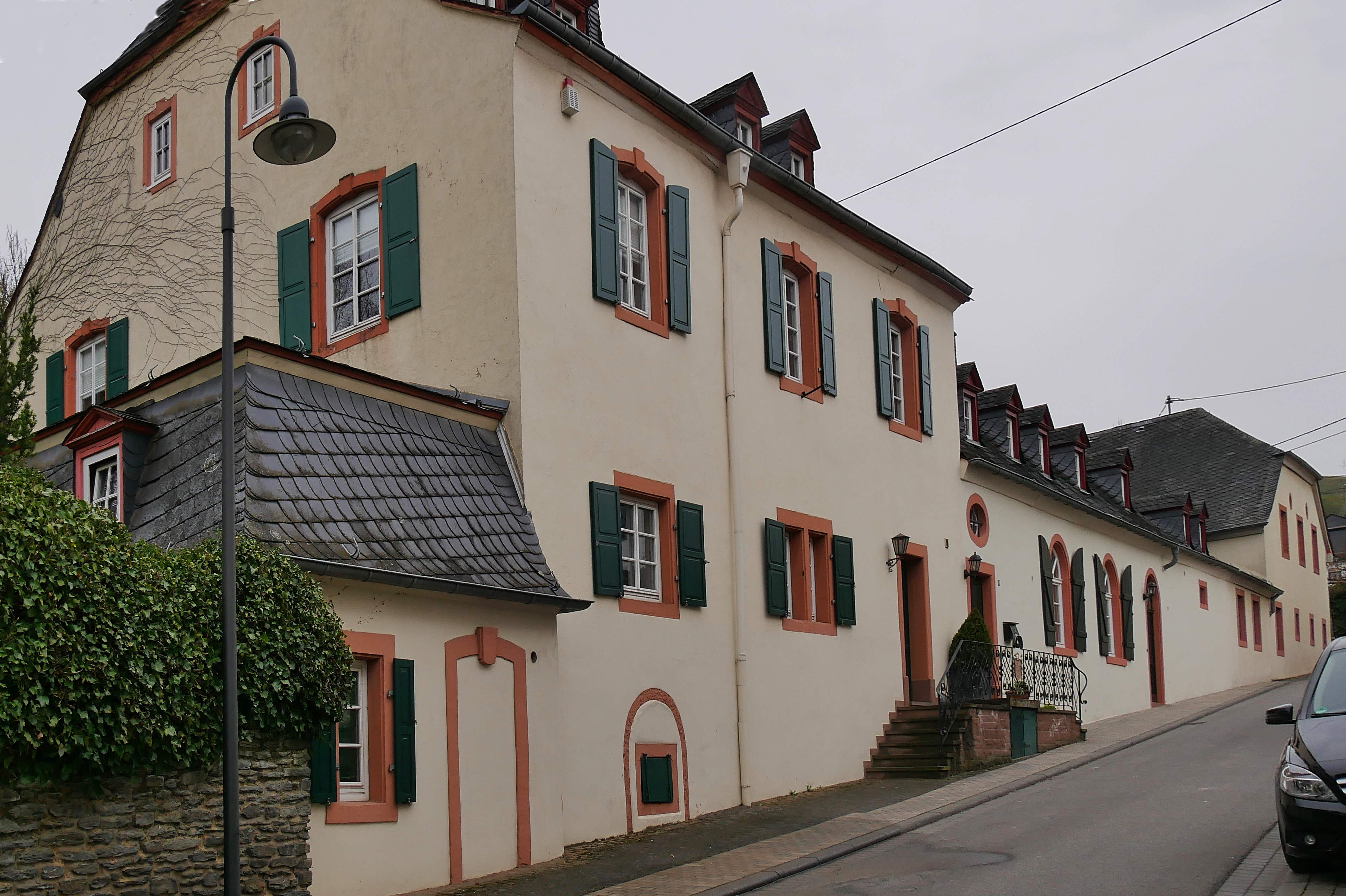
Hofhaus St. Irminen, Straßenseite
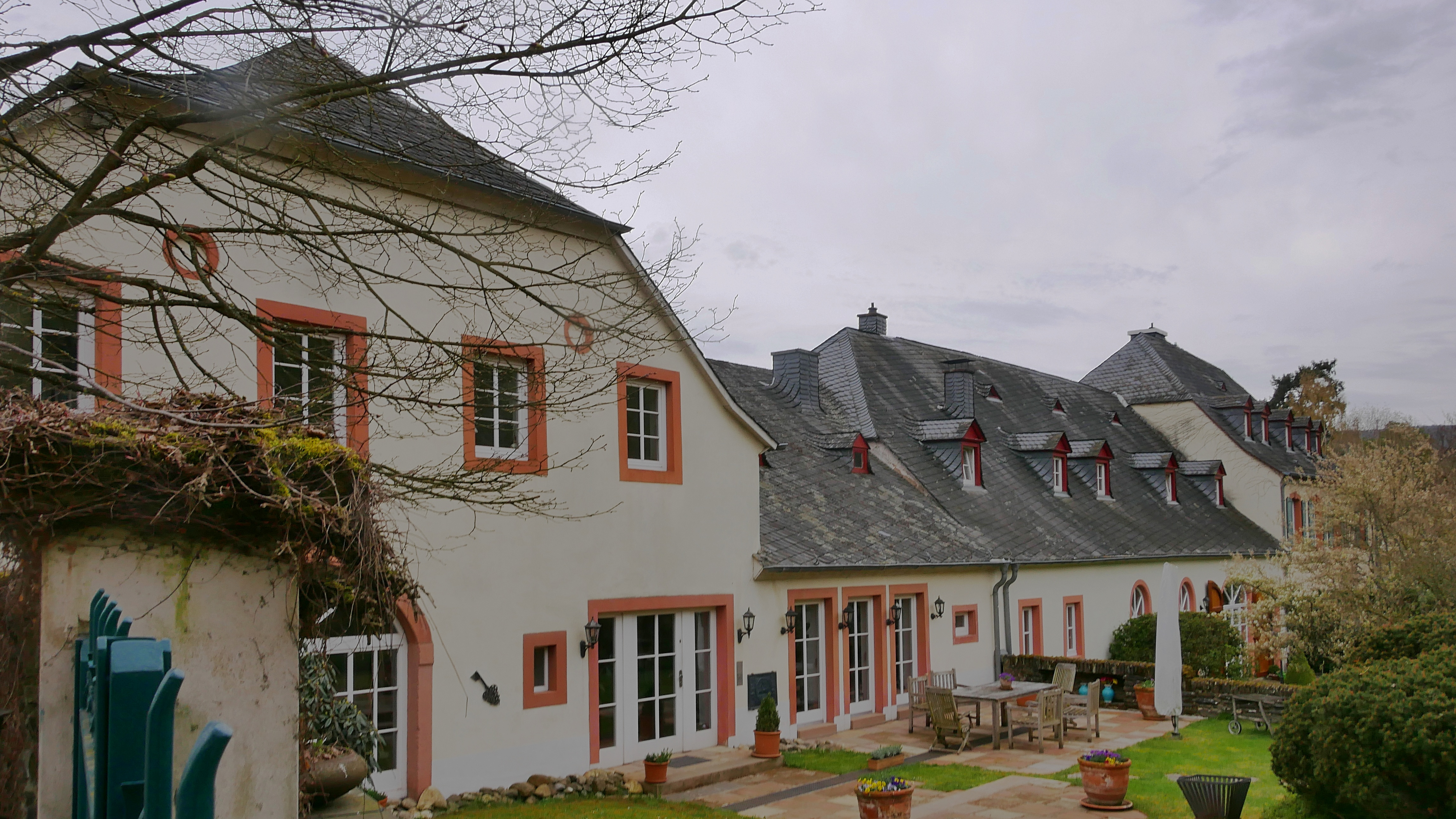
Hofhaus St. Irminen, Gartenseite

Siehe auch: Liste der Kulturdenkmäler in Kasel

## Persönlichkeiten
- Peter Sartorius (* um 1760),[11] genannt Caseler Pitt, Revierjäger des Stifts St. Paulin zu Trier, kämpfte 1792 gegen französische Revolutionstruppen[12][13]
- Maria Peters (1892–1973), Heimatdichterin aus Kasel[14]
- Heinz Winden (* 1942), ehem. Vizepräsident Recht Deutscher Handballbund
- Lisa und Paul Neumann erhielten 2016 für ihre Verdienste um die Jugendarbeit (Jugendring Kasel 1974 e. V.) die Verdienstmedaille des Landes Rheinland-Pfalz
- Thomas Happe (* 1958), ehem. dt. Handballspieler und olympischer Silbermedaillengewinner, lebte während seines Engagements als Trainer der DJK/MJC Trier (1. Handball-Bundesliga Damen) in Kasel.
- Rudolf Voderholzer (* 1959), Bischof von Regensburg, lebte von 2005 bis zum Jahresanfang 2013 in Kasel. In dieser Zeit arbeitete der als Vertrauter von Papst Benedikt XVI. geltende Voderholzer als Dogmatikprofessor an der Theologischen Fakultät Trier und als Direktor des Instituts Papst Benedikt XVI. in Regensburg. Zeitgleich war er als Seelsorger der Pfarrei St. Nikolaus Kasel engagiert, wo er im Juni 2012 auch sein silbernes Priesterjubiläum feierte. Am 6. Dezember 2012 wurde er durch Papst Benedikt XVI. zum 78. Bischof von Regensburg ernannt, seine Bischofsweihe im Regensburger Dom fand am 26. Januar 2013 statt.
- Helmut Dieser (* 1962), Bischof von Aachen, lebte von 1998 bis 2004 in Kasel. Zu dieser Zeit war er Kooperator mit dem Titel Pfarrer in Kasel, Waldrach und Morscheid.
- Arno Michels (* 1967), Fußballtrainer, Co-Trainer von FC Bayern München, ehem. Co-Trainer des französischen Erstligisten Paris Saint-Germain, später Co-Trainer des engl. FC Chelsea (Gewinner der UEFA Champions League 2020/21)
- Georg Breitner (* 1968), Landeskonservator und Landesarchäologe des Saarlandes
- Sascha Becker (* 1975), deutscher Fernsehmoderator und -journalist (SWR)

## Sport
Örtlicher Sportverein ist die SG Ruwertal 1925 e. V., die aus den ehemaligen Sportvereinen SV Waldrach und Spvgg. Kasel hervorgegangen ist.
Sportlicher Höhepunkt auf der Rasensportanlage in Kasel war am 10. November 2011 ein Testspiel des damaligen Bundesligisten 1. FC Kaiserslautern gegen die Luxemburgische Fußballnationalmannschaft vor 1.400 Zuschauern, das der damalige Erstligist mit 2:0 für sich entscheiden konnte.

## Straßennamen weltweit
Der Weinort Kasel ist Namensgeber folgender Straßen:
- Kaseler Weg in 54318 Mertesdorf
- Kaseler Weg in 54296 Trier-Filsch
- Kaseler Weg in 66113 Saarbrücken
- Caseler Straße in 13088 Berlin-Weißensee
- Rua Kasel in 60813-815 Fortaleza CE (Brasilien)